# موکانه
موکانه (به انگلیسی: Mokane) یک شهر در ایالات متحده آمریکا است که در شهرستان کالاوی، میزوری واقع شده‌است. موکانه ۰٫۷۵ کیلومتر مربع مساحت و ۱۸۵ نفر جمعیت دارد و ۱۶۵ متر بالاتر از سطح دریا واقع شده‌است.